# Župnija Križevci pri Ljutomeru
Župnija Križevci pri Ljutomeru je rimskokatoliška teritorialna župnija dekanije Ljutomer škofije Murska Sobota.
Do 7. aprila 2006, ko je bila ustanovljena škofija Murska Sobota, je bila župnija del Pomurskega naddekanata, ki je bila del škofije Maribor.

## Sakralni objekti
Cerkev povišanja sv. Križa, Križevci pri Ljutomeru (župnijska cerkev)